# Genkyō
Genkyō (japanisch 元亨, auch Genkō) ist eine japanische Ära (Nengō) von März 1321 bis Dezember 1324 nach dem gregorianischen Kalender. Der vorhergehende Äraname ist Gen’ō, die nachfolgende Ära heißt Shōchū. Die Ära fällt in die Regierungszeit des Kaisers (Tennō) Go-Daigo.
Der erste Tag der Genkyō-Ära entspricht dem 22. März 1321, der letzte Tag war der 24. Dezember 1324. Die Genkyō-Ära dauerte vier Jahre oder 1374 Tage.

## Ereignisse
- 1322 Kokan Shiren schreibt das Genkō Shakusho